# San Leonardo
Pour les articles homonymes, voir San Leonardo (homonymie).
San Leonardo (Svet Lienart ou Podutana en slovène) est une commune italienne de la province d'Udine dans la région Frioul-Vénétie Julienne en Italie.

## Administration
| Période | Période  | Identité          | Étiquette            | Qualité    |
| ------- | -------- | ----------------- | -------------------- | ---------- |
| 1985    | 1990     | Simaz Renato      | Democrazia Cristiana | maire      |
| 1990    | 1995     | Simaz Renato      | Democrazia Cristiana | maire      |
| 1995    | 1999     | Zanutto Lorenzo   | Centro               | maire      |
| 1999    | 2004     | Sibau Giuseppe    | Liste civique        | maire      |
| 2004    | 2009     | Sibau Giuseppe    | Liste civique        | maire      |
| 2009    | 2013     | Sibau Giuseppe    | Liste civique        | maire      |
| 2013    | 2014     | Terlicher Teresa  | Liste civique        | vice-maire |
| 2014    | en cours | Comugnaro Antonio | Liste civique        | maire      |

Elements de Ministère des Affaires étrangères de l'Intérieur

### Hameaux
Altana-Utana, Camugna-Kamunja, Cemur-Čemur, Cernizza-Čarnica, Cisgne-Čišnje, Clastra-Hlastra, Cosizza-Kosca, Cravero-Kravar, Crostù-Hrastovije, Dolegna-Dolenjane, Grobbia-Grobje, Iainich-Jagnjed, Iesizza-Jesičje, Iessegna-Jesenje, Merso di Sopra-Gorenja Miersa, Merso di Sotto-Dolenja Miersa, Osgnetto-Ošnije, Ovizza-Ovica, Picig-Pičič, Picon-Pikon, Podcravero-Podkravar, Postacco-Puostak, Precot-Prehod, Scrutto-Škrutove, Seuza-Seucè, Ussivizza-Ušiuca, Zabrida-Zabardo, Zamir-Zamier.

### Communes limitrophes
Grimacco, Prepotto, San Pietro al Natisone, Savogna, Stregna

## Galerie de photos

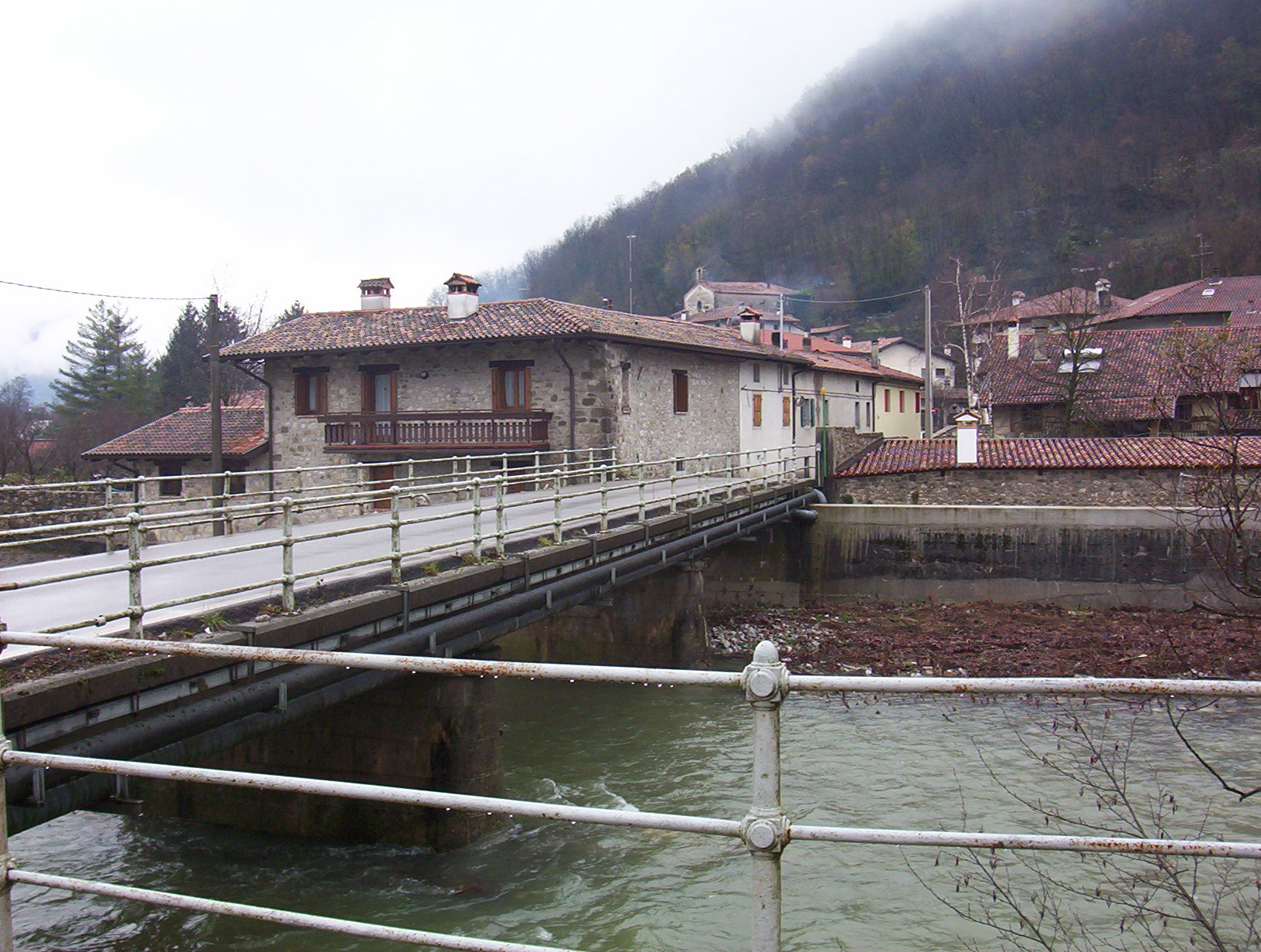
Scrutto:le pont sur Cosizza